# Мали-Ґарць
Мали-Ґарць (пол. Mały Garc, нім. Klein Gartz) — село в Польщі, у гміні Субкови Тчевського повіту Поморського воєводства.